# 스카가와촌
스카가와촌(須賀川村)은 도치기현의 북동부, 나스군에 속했던 촌이다.

## 역사
- 1889년 4월 1일 - 정촌제 시행에 의해 나스군 스카가와촌이 성립하였다.
- 1955년 2월 11일 - 료고촌, 가리노촌, 가와니시정과 합병해 구로바네정이 신설되었다.